# ひ
ひ、ヒは、日本語の音節の一つであり、仮名の一つである。1モーラを形成する。五十音図において第6行第2段（は行い段）に位置する。清音の他、濁音（び、ビ）と半濁音（ぴ、ピ）を持つ。

## 概要

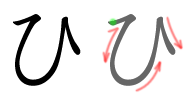
「ひ」の筆順

「ヒ」の筆順

- 現代標準語の音韻: 1子音と1母音「い」からなる音。子音は、次の通り。
  - 清音 「ひ」: 舌の前部を口蓋の前部（硬口蓋）に近づけて、隙間から息を摩擦させて通すときに出る音（無声硬口蓋摩擦音[ç]）。
  - 濁音 「び」: 両唇を閉じてから開く破裂音。有声子音。
  - 半濁音 「ぴ」: 両唇を閉じてから開く破裂音。無声子音。
  - 歴史的仮名遣いでは、文節のはじめ以外の「ひ」は「い」と発音する。
- 五十音順: 第27位。
- いろは順: 第44位。「ゑ」の次。「も」の前。
- 平仮名「ひ」の字形: 「比」の草体
- 片仮名「ヒ」の字形: 「比」の旁
  - ひ: hi
  - び: bi
  - ぴ: pi
- 点字:
- 通話表: 「飛行機のヒ」
- モールス信号: －－・・－
- 手旗信号：1→7

- 発音: ひ[ヘルプ/ファイル]

## ひ に関わる諸事項
- や行の文字を後続させて、開拗音を構成する。このとき、後続するや行の文字は一般に小さく書く。
- 「ひ」の調音点は、拗音の「ひゃ、ひゅ、ひょ」と同じであり、「ひゃ行に属する」とも言える。「ひゃ、ひ、ひゅ、ひぇ、ひょ」は国際音声記号では、[çʲä], [çʲi], [çʲɯ̹˕], [çʲe̞], [çʲo̜]と表せる。は行の中では「ふ」と共に調音点が異なっている。
- 「火」に通じるため、いろは四十八組に「ひ組」は存在しなかった。44番目の組は「万組」と称した。
- 漢字の部首「匕部」は片仮名の「ヒ」に似ていて、部首名も「さじのひ」となっているが、関連性は無い。単純に「ひ」とも呼ぶ。「比」の一部から「ヒ」が作られたためであるが、「比」自体は独立した部首「比部」を構成する。「ヒ」に因んで、「比」の部首名も「ならびひ」となっている。
- 広島県旗は片仮名の「ヒ」を図案化したもの。
- Twitterの旧アイコン（tに由来する）は「ヒ」に類似している。